# Rasmus Madsen
Rasmus Madsen (født 27. november 1979 i Lemvig) er en dansk rockmusiker og sanger. Han er søn af sangeren, musikeren og kunstmaleren Johnny Madsen og opvokset i Vestjylland og på Fanø.
Rasmus Madsen pladedebuterede i 2004 med albummet Rocket Lounge, der bl.a. blev anmeldt i Jyllands-Posten. I begyndelsen af 2007 fulgte han op med albummet Boys And Satellites, der fik rosende ord med på vejen af Ekstra Bladets anmelder, og i marts samme år medvirkede han på Johnny Madsens album Spidsen af kuglen, hvor han optrådte som producer og sangskriver på adskillige af albumsangene.
I 2008 udkom Pixi Zoo, der fik positiv omtale af de danske anmeldere. Rasmus Madsen forenede igen kræfterne med sin far på fodboldsangen "Blå sol over Esbjerg" (2009), der var et hyldestnummer til fodboldklubben Esbjerg fB. Sangen blev efterfølgende en fast bestanddel af EfBs kampe på Esbjerg Stadion.
Siden begyndelsen af 10'erne har Rasmus været en del af bandet Rasmus Madsen & The Echo Tapes, der spiller 60'er og 70'er-rock. I juli 2022 tog Rasmus på jordomsejling med sin familie, og rejsen forventes afsluttet i 2026.

## Diskografi
- 2004: Rocket Lounge (Hothouse)
- 2007: Boys And Satellites (Midget Records)
- 2008: Pixi Zoo (Hothouse)

Med Johnny Madsen
- 2007: Spidsen af kuglen (RecArt Music)
- 2009: Blå sol over Esbjerg (Trechoma Records)
- 2011: Le New York (RecArt Music)